# Intro la Divina Commedia
Intro la Divina Commedia è un singolo del rapper italiano Tedua, pubblicato il 30 maggio 2023 come secondo estratto dal terzo album in studio La Divina Commedia.

## Descrizione
Pubblicato in concomitanza con il relativo video musicale, il brano si collega tematicamente a Sogni di strada, originariamente inciso nel 2008, quando il rapper aveva 14 anni.

## Accoglienza

### Riconoscimenti di fine anno
- 2º — Rolling Stone Italia[3]

## Tracce
Testi di Mario Molinari, musiche di Christian Mazzocchi e Michele Bargigia.
1. Intro la Divina Commedia – 2:42

## Classifiche
| Classifica (2023) | Posizione massima |
| ----------------- | ----------------- |
| Italia            | 10                |